# Товариство українських акторів
Товариство українських акторів — професійна театральна трупа, організована і очолена І. Мар'яненком, з участю М. Заньковецької, П. Саксаганського, Л. Ліницької, М. Петлішенка, С. Бутовського, Т. Садовської-Тимківської, Н. Левченко; з молодших акторів — Б. Романицького, І. Козловського, В. Василька.
Працювало у 1915–1916 рр. у Києві; виступало також у Єлисаветграді та Одесі.
Репертуар складався з класичних творів українською драматургії (творів І. Котляревського, Т. Шевченка, Г. Квітки-Основ'яненка, М. Кропивницького, М. Старицького, І. Карпенка-Карого). Вистави в Києві відбувалися в приміщеннях Театру Садовського та Літнього театру.